# Санто-Доминго (Чили)
Санто-Доминго (исп. Santo Domingo) — город в Чили. Административный центр одноимённой коммуны. Население города — 4583 человека (2002). Город и коммуна входит в состав провинции Сан-Антонио и области Вальпараисо .
Территория — 536 км². Численность населения — 10 900 жителей (2017). Плотность населения — 20,3 чел./км².

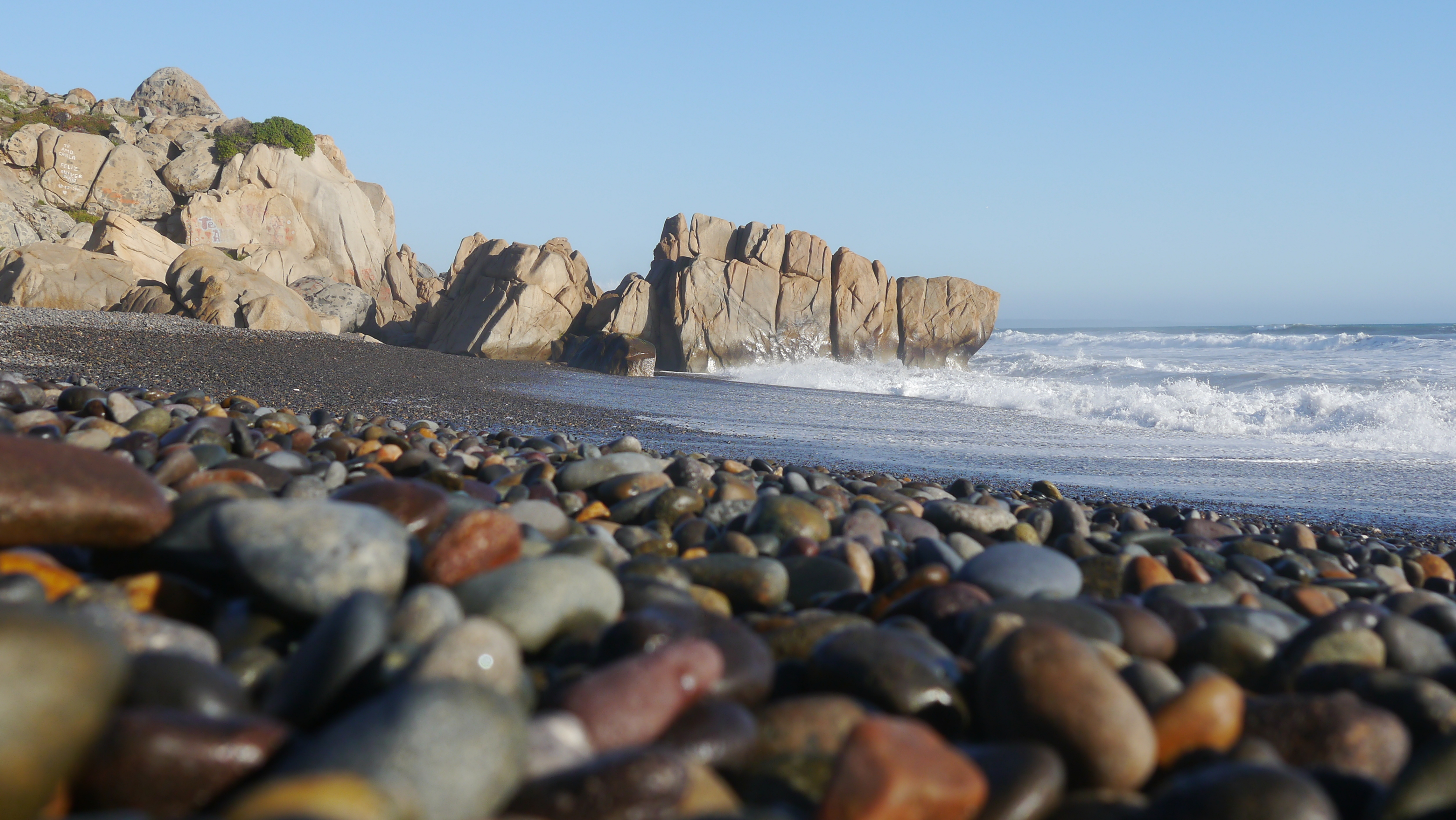
Скалы Санто-Доминго.

## Расположение
Город расположен в 66 км на юг от административного центра области города Вальпараисо и в 4 км на юг от административного центра провинции города Сан-Антонио.
Коммуна граничит:
- на северо-востоке — c коммуной Сан-Антонио
- на юго-востоке — c коммуной Сан-Педро
- на юге — c коммуной Навидад

На западе находится побережье Тихого океана.

## Демография
Согласно сведениям, собранным в ходе переписи 2017 г.  Национальным институтом статистики (INE),  население коммуны составляет:
| Полное население                          | Полное население                          | Полное население                          | Полное население                          | Полное население                          | 10 900 |
| ----------------------------------------- | ----------------------------------------- | ----------------------------------------- | ----------------------------------------- | ----------------------------------------- | ------ |
| в том числе:                              | Городское население                       | 6 216                                     | Процент городского населения, %           | 57,03                                     |        |
|                                           | Сельское население                        | 4 684                                     | Процент сельского населения, %            | 42,97                                     |        |
|                                           | Мужское население                         | 5 428                                     | Процент мужского населения, %             | 49,80                                     |        |
|                                           | Женское население                         | 5 472                                     | Процент женского населения, %             | 50,20                                     |        |
| Плотность населения, чел/км²              | Плотность населения, чел/км²              | Плотность населения, чел/км²              | Плотность населения, чел/км²              | Плотность населения, чел/км²              | 20,3   |
| Население коммуны в % к населению области | Население коммуны в % к населению области | Население коммуны в % к населению области | Население коммуны в % к населению области | Население коммуны в % к населению области | 0,60   |

| Динамика изменения населения коммуны | Динамика изменения населения коммуны | Динамика изменения населения коммуны | Динамика изменения населения коммуны |
| ------------------------------------ | ------------------------------------ | ------------------------------------ | ------------------------------------ |
| 1992                                 | 2002                                 | 2012                                 | 2017                                 |
| 6218                                 | 7418▲                                | 8914▲                                | 10 900▲                              |

## Важнейшие населенные пункты[4]
| № | Населённый пункт          | Населённый пункт (исп.)  | Категория | Население чел. (2002) | На карте                        |
| - | ------------------------- | ------------------------ | --------- | --------------------- | ------------------------------- |
| 1 | Санто-Доминго             | Santo Domingo            | город     | 4583                  | 33°38′26″ ю. ш. 71°37′45″ з. д. |
| 2 | Лас-Брисас                | Las Brisas               | посёлок   | 154                   | 33°41′45″ ю. ш. 71°38′34″ з. д. |
| 3 | Лас-Касас-дель-Конвенто   | Las Casas del Convento   | посёлок   | 153                   | 33°46′18″ ю. ш. 71°37′08″ з. д. |
| 4 | Лас-Салинас-дель-Конвенто | Las Salinas del Convento | посёлок   | 63                    | 33°47′09″ ю. ш. 71°42′50″ з. д. |